# رونكارو (بافيا)
رونكارو (بالإيطالية: Roncaro)‏ هي بلدة تقع في مقاطعة بافيا بإقليم لومبارديا في شمال إيطاليا. تبلغ مساحة هذه المدينة 4.9 (كم²)، وترتفع عن سطح البحر م، بلغ عدد سكانها 761 نسمة في عام 2004 حسب إحصاء المعهد الوطني للإحصاء.

## السكان
في سنة 1861 بلغ عدد السكان 655 نسمة، وتطور العدد ليصل في سنة 2011 لـ 1٬385 نسمة.
يظهر هذا المخطط البياني تطور النمو السكاني لـ رونكارو (بافيا)